# Bid'ah
Bid'ah (Arabisch: بدعة) is een islamitische term die "innovatie in geloof of aanbidding" betekent. Taalkundig gezien betekent bid'ah "iets nieuws", "een nieuwigheid". Vanuit islamitisch oogpunt refereert de term aan religieuze innovatie, praktijken van geloof die niet door de profeet Mohammed voorgeschreven zijn.
De rol van bid'ah is een punt van heftige discussie onder islamitische geleerden. Veel soennitische moslims zien het als een overtreding van fundamentele islamitische principes en daarmee wordt eenieder die zich met bid'ah bezighoudt gezien als iemand die ketterij bedrijft. Het bewijs voor deze stelling wordt volgens sommige soennitische geleerden geleverd door de Hadith.
Maar de meeste soennitische moslims onderscheiden twee verschillende soorten van innovatie: de "innovatie van misleiding" en de "innovatie van leiding", ofwel de "slechte" en de "goede" innovatie. Eerstgenoemde is een innovatie die niet overeenstemt met de Koran en de handelingen en uitspraken van Mohammed, de tweede is een innovatie die wel te verenigen is met de Koran en de uitspraken en handelingen van Mohammed.
Een voorbeeld van een goede innovatie is die van Yahya Ibn Yamar, die punten toevoegde aan bepaalde Arabische letters in de Koran. De Koran werd oorspronkelijk geschreven zonder diakritische tekens, wat verschillen opleverde in recitatie en zelfs betekenis.

Mohammad Baqir Majlisi zegt in de definitie van ketterij:
Wat na de Profeet wordt gepresenteerd als een religieuze overtuiging of praktijk, terwijl er geen specifieke uitspraak over is gedaan en het niet wordt beschouwd als een voorbeeld van een algemene regel of die praktijk expliciet verboden is.
Deze definitie betekent dat innovatie moet worden gedaan in naam van religie om als ketterij te worden beschouwd.

## Bid'ah en wetenschap
Voor veel moslims is innovatie in wereldlijke zaken zoals technologie, geneeskunde en computers wel toegestaan of zelfs noodzakelijk voor het algemeen goed van de mensheid. Normaal gesproken refereren moslims echter niet aan dit soort vernieuwingen als men het over bid'ah heeft.